# Ozero Gorodno (sjö i Belarus, Vitsebsks voblast, lat 55,97, long 29,07)
Ozero Gorodno (ryska: Озеро Городно) är en sjö i Belarus.   Den ligger i voblasten Vitsebsks voblast, i den norra delen av landet, 250 km norr om huvudstaden Minsk. Ozero Gorodno ligger 144 meter över havet. Arean är 0,60 kvadratkilometer. Den ligger vid sjön Vozera Nesjtjarda. Den sträcker sig 0,8 kilometer i nord-sydlig riktning, och 1,8 kilometer i öst-västlig riktning.
I omgivningarna runt Ozero Gorodno växer i huvudsak blandskog. Runt Ozero Gorodno är det mycket glesbefolkat, med 7 invånare per kvadratkilometer.